# かき船

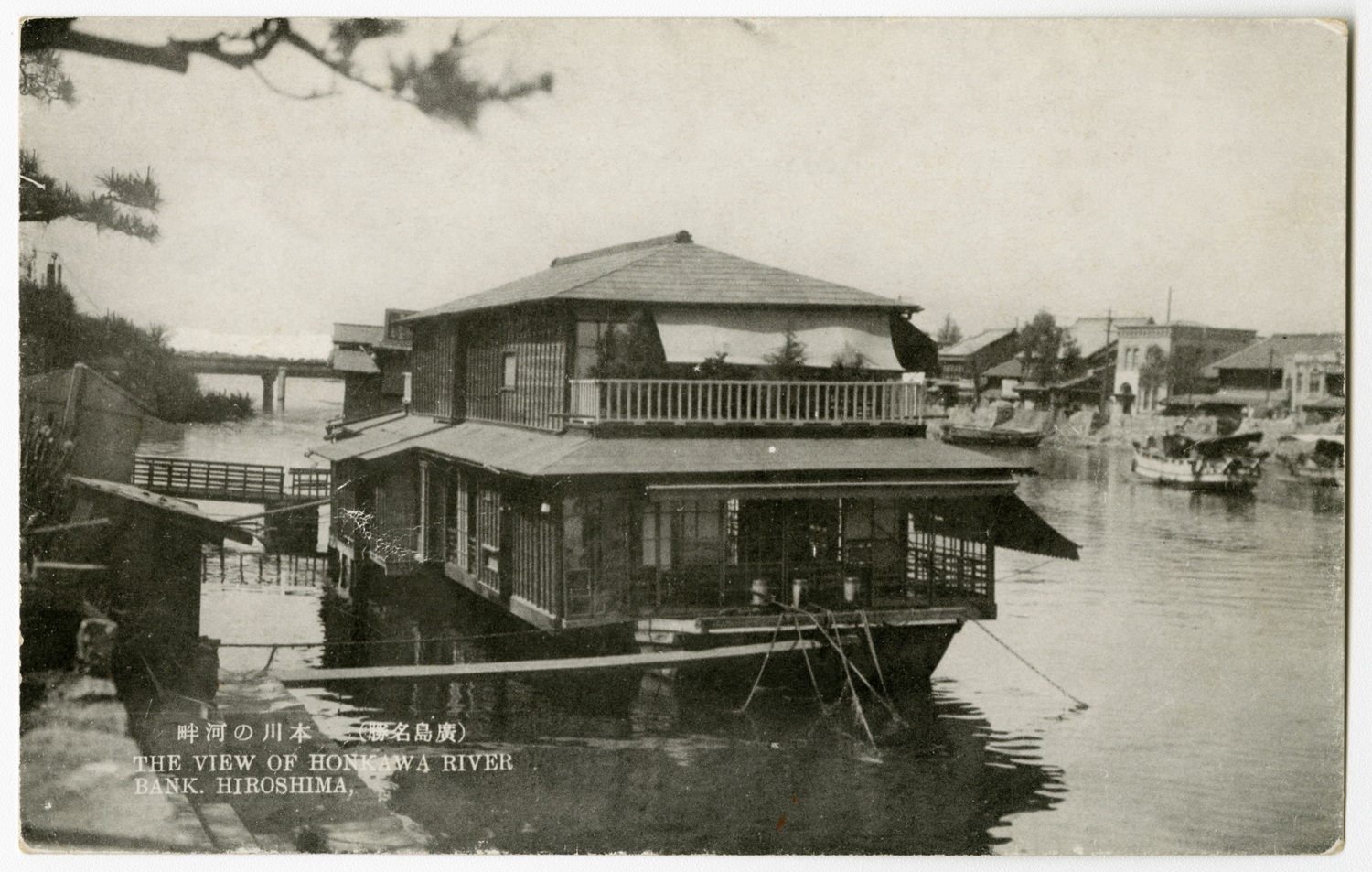
昭和初期。広島市公文書館所蔵の絵葉書より。

かき船（かきふね、牡蛎船・牡蠣船・カキ船とも）は、川辺に係留した和船でカキ料理を食べさせる飲食店。

## 概要
1660年代に、安芸国草津から大阪までの、小西屋五郎八のカキ売りの船が起源とされている。当時は、草津・仁保・矢野の港を晩秋に出港。大阪の各港で生がきを販売。翌年の1月から2月頃（旧暦）に広島に帰っていた。
1707年（宝永4年）の大阪での火事の際に、高麗橋下の幕府の高札を守ったことで、草津の業者は大坂町奉行より事業の特権が与えられ、株仲間制度の下、草津・仁保出身者が事業を独占することになった。
船内でのかき料理の提供は1810年代より始まった。1832年（天保3年）のメニューとして、カキ飯・カキの土手鍋・酢ガキ・カキの吸い物・からまぶし（カキとおからの和え物）などが記録に残されている。
明治以降、草津の業者に加え、矢野や海田の業者もかき船に参入。1882年（明治15年）時点で77隻、昭和初期で150隻以上、かき船の数を数えた。標準的なカキ船で、板前・仲居・出前持ちなど10人前後の従業員で営業していたとされている。また、明治以降はカキフライなども出されるようになった。また付け合わせとして広島菜漬も出された。
広島市内でも、第二次世界大戦前から元安川や、本川で営業していた。
明治以降、東京でもかき船が登場。大阪の物とは異なり、食材のみを広島から仕入れる形態になった。カキの輸送手段も大正時代には汽船を、昭和時代にはむぎ身を汽車で運ぶように変化していった。
第二次世界大戦後、陸上に店を構える店舗に転換するなどして数を急激に減らしている。
2021年現在、広島県広島市元安川に1隻（かなわ）、広島県呉市堺川に1隻（味の居酒屋かき船）、大阪府大阪市旧淀川に1隻（かき広）、長野県松本市松本城の堀に1隻（かき船）がある。

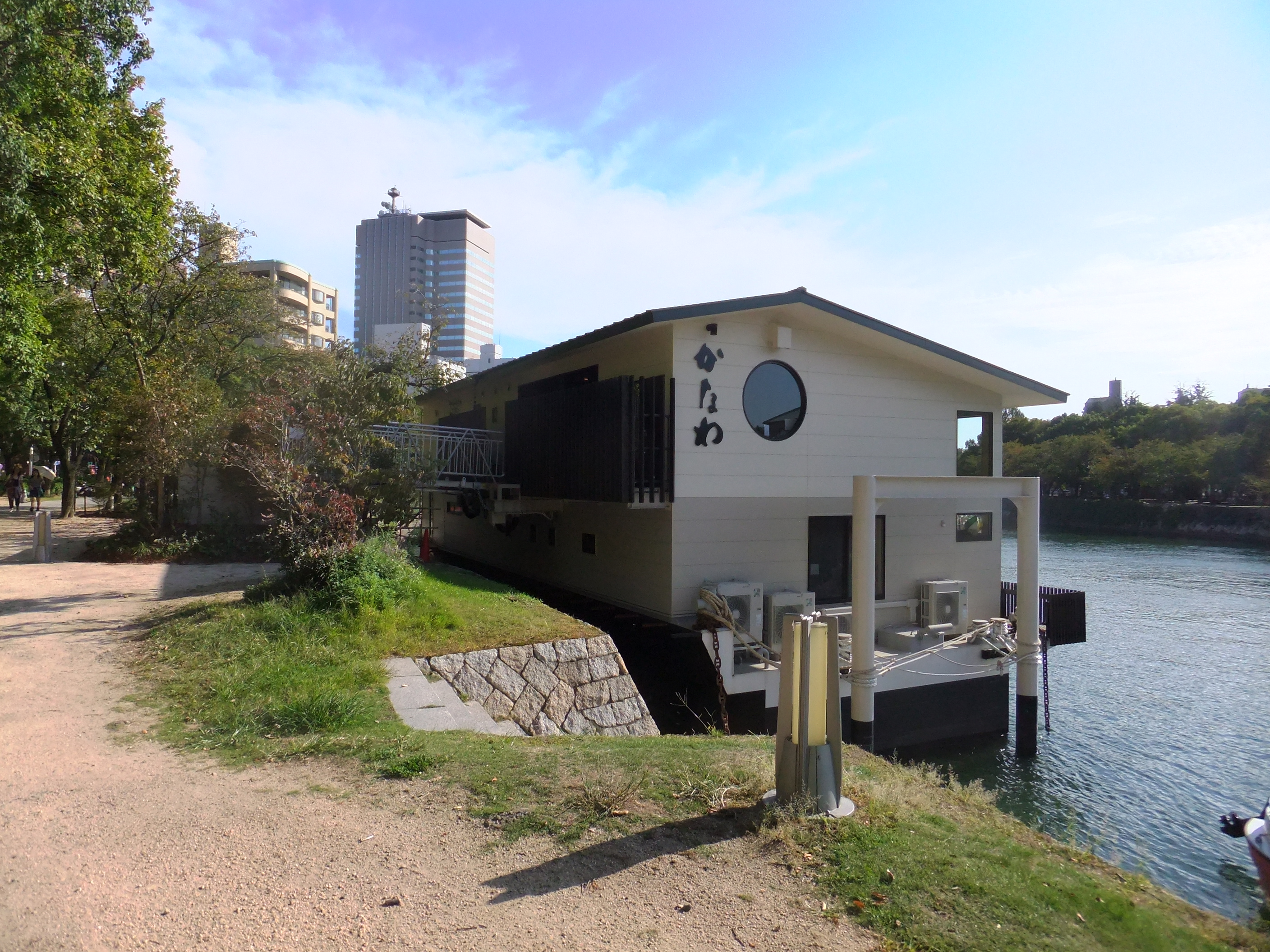
かき船かなわ
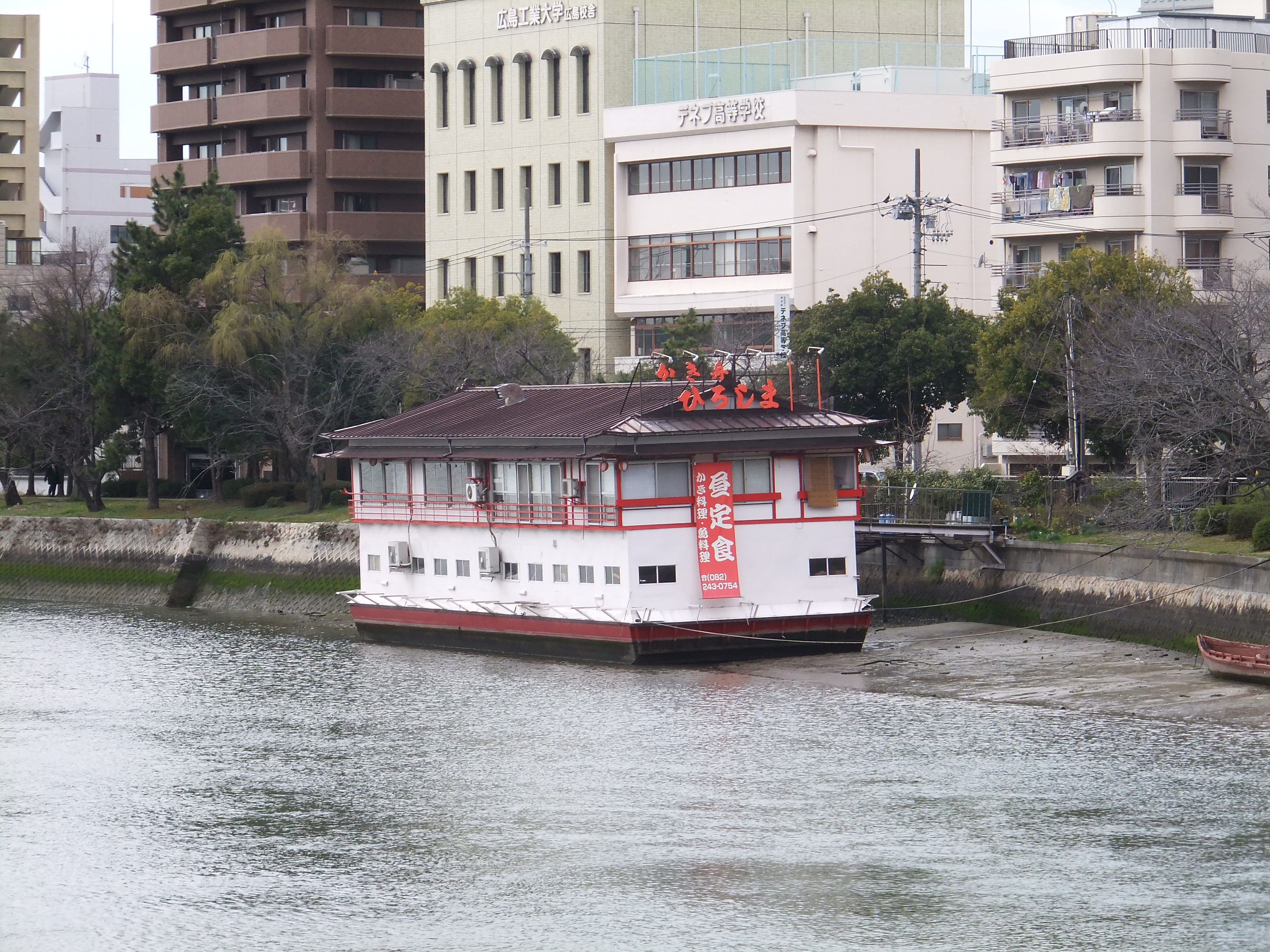
かき船ひろしま（2021年現在営業していない）
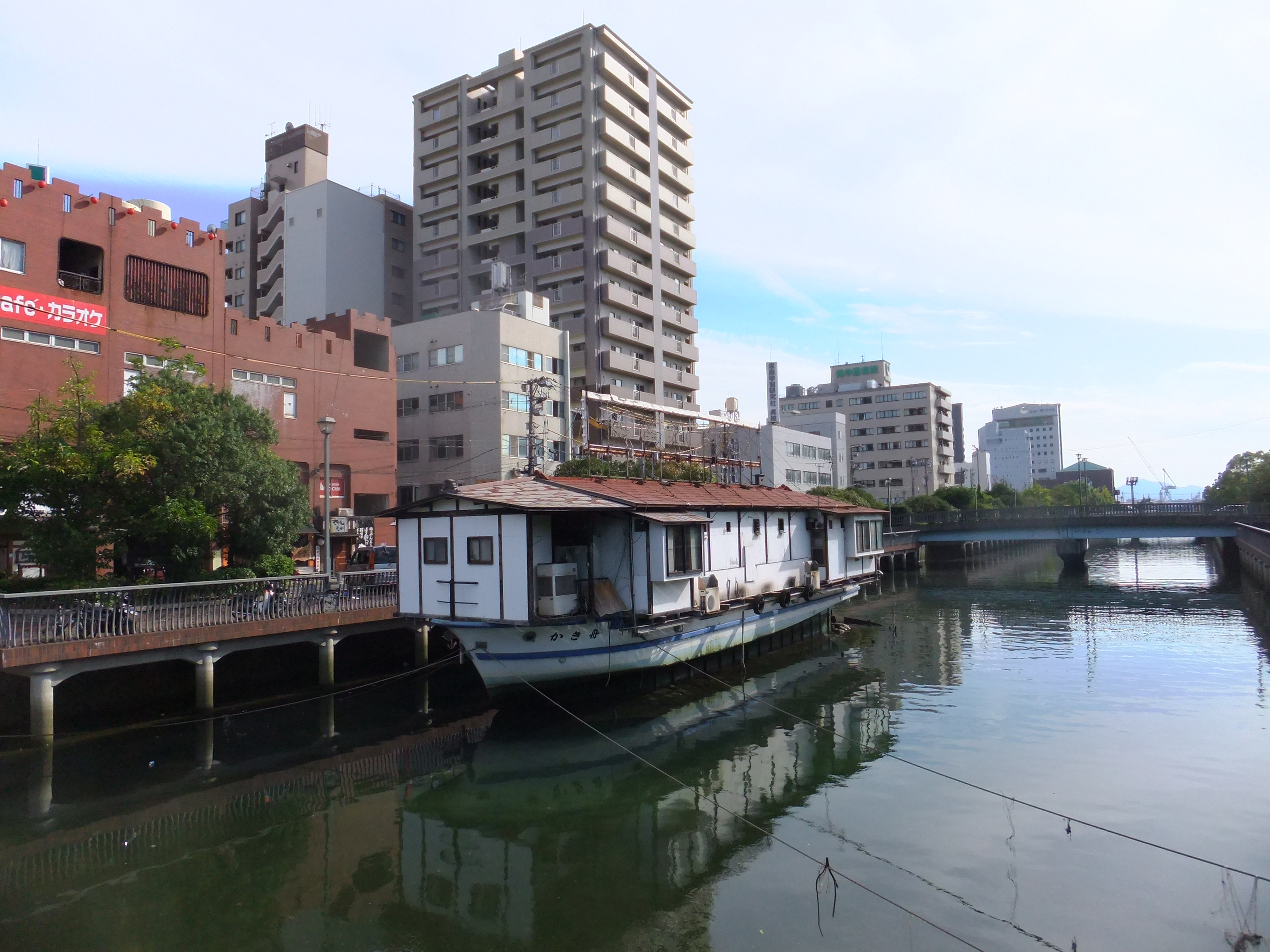
呉市のかき船
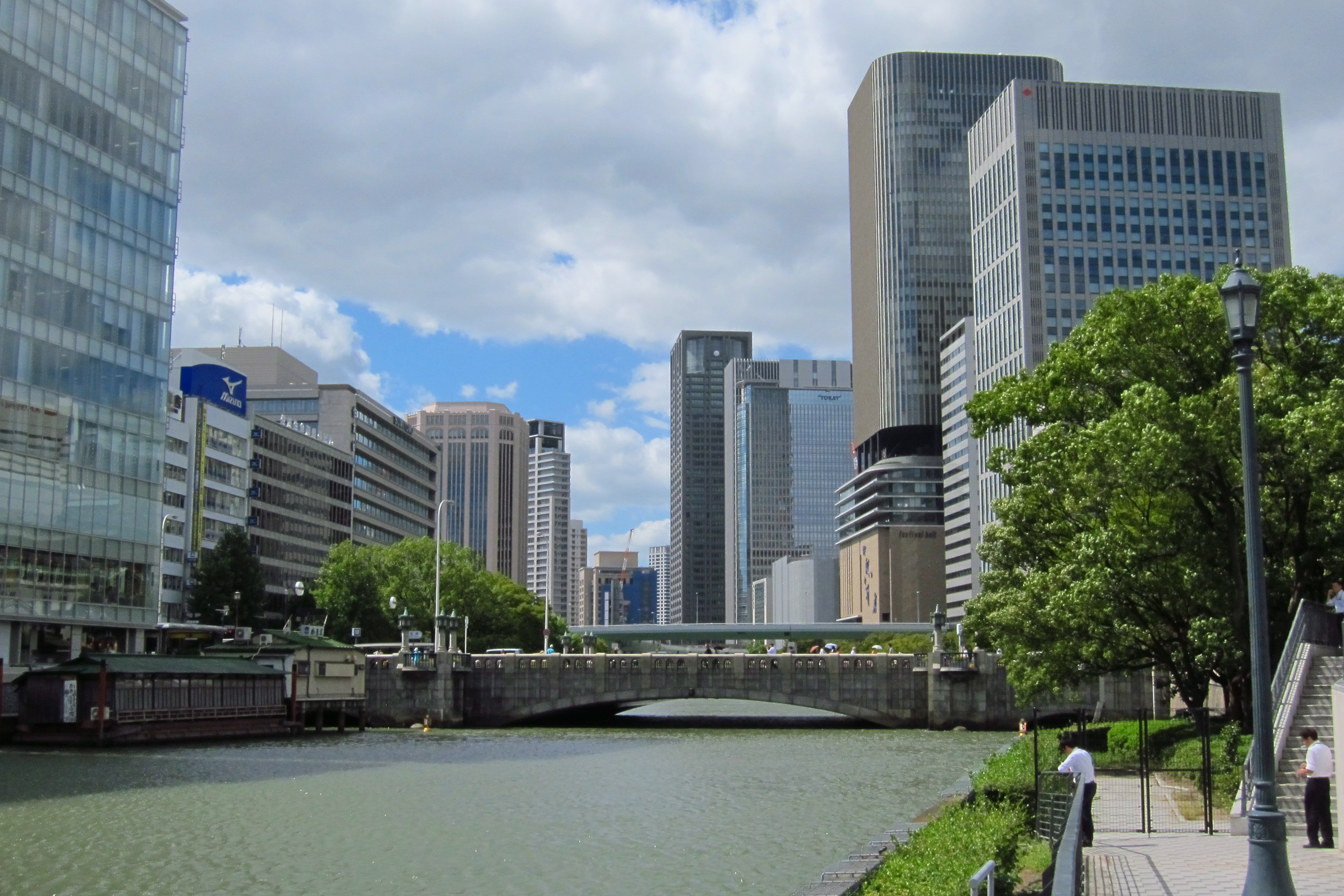
大阪市のかき広

## 広島市のかき船移転問題

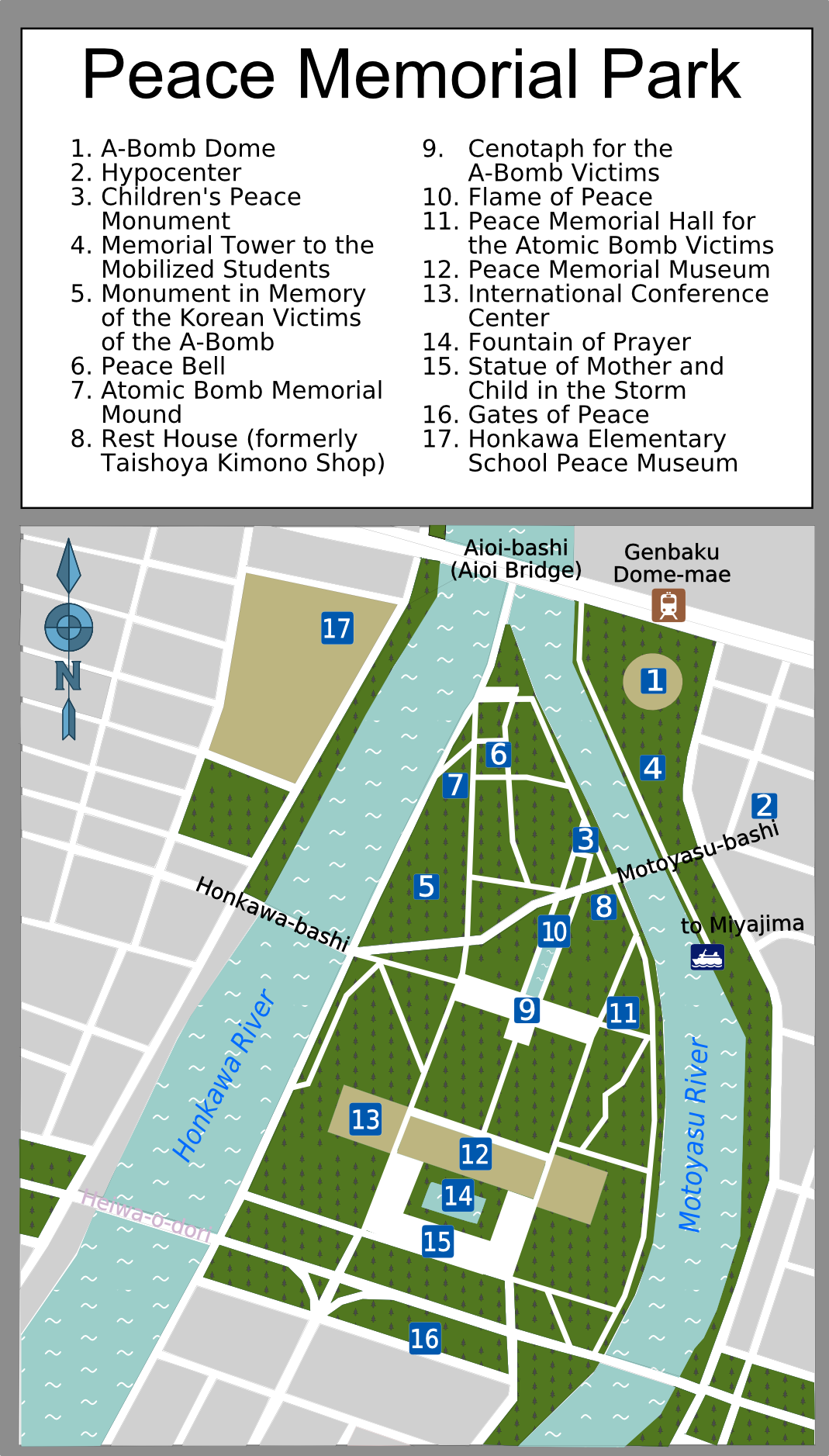
平和公園地図。”かなわ”の移設先はMotoyasu-bashi（元安橋）とto Miyajima（元安桟橋）の間あたり。”1”が原爆ドームにあたり、近接していることがわかる。なお”ひろしま”はこの地図より更に南（下側）に移設することになる。

広島市内のかき船（かなわ・ひろしま）について、2013年に国土交通省より2014年度以降の河川使用許可を認めないと報じられた。観光資源としての価値を認めつつ、1991年の台風19号などで漂流したことなどから、治水の面で問題あるとしていた。2014年3月には、対策を検討していることから2014年度の使用許可が出ていた。
その後、2014年11月に死水域の中から、かなわは同じ元安川の現在地より上流400mの位置に、ひろしまは本川のアステールプラザ近くへの移転を検討していると報じられた。同月28日に移転先の特別区域への指定を承認した。かなわの移転先については、原爆ドームの環境を維持するための緩衝地帯に指定されているなどの理由から、原爆犠牲ヒロシマの碑を管理している市民団体などから反対意見も寄せられている。同年12月に開催された広島市議会では問題は無いとしている。一方2015年1月に日本イコモス国内委員会の調査が入り、国内委員会は計画の再考を促している。国内委員会が再考を求めた事について、広島市長は15日に改めて問題ないと反論している。

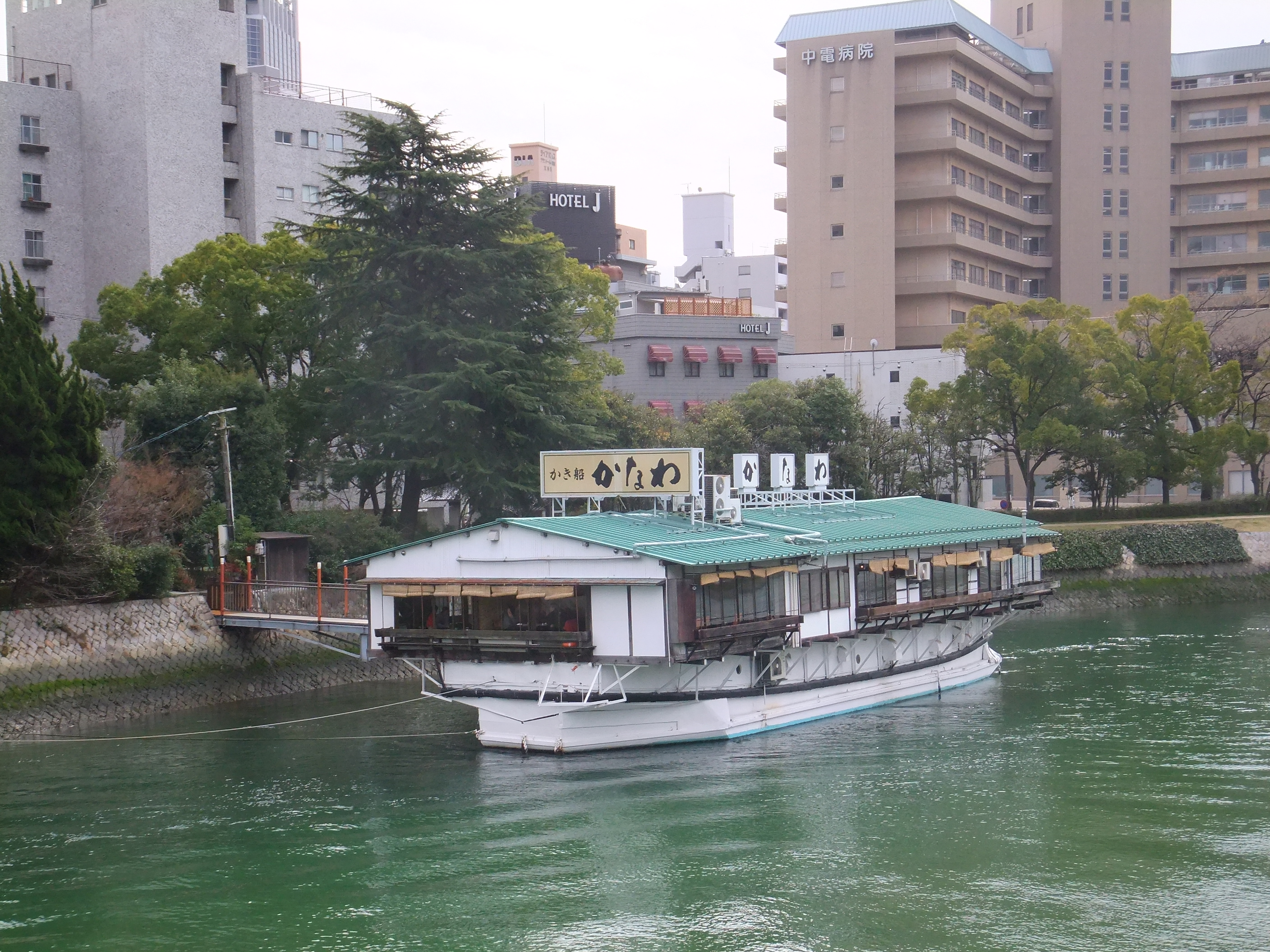
移転前のかき船かなわ
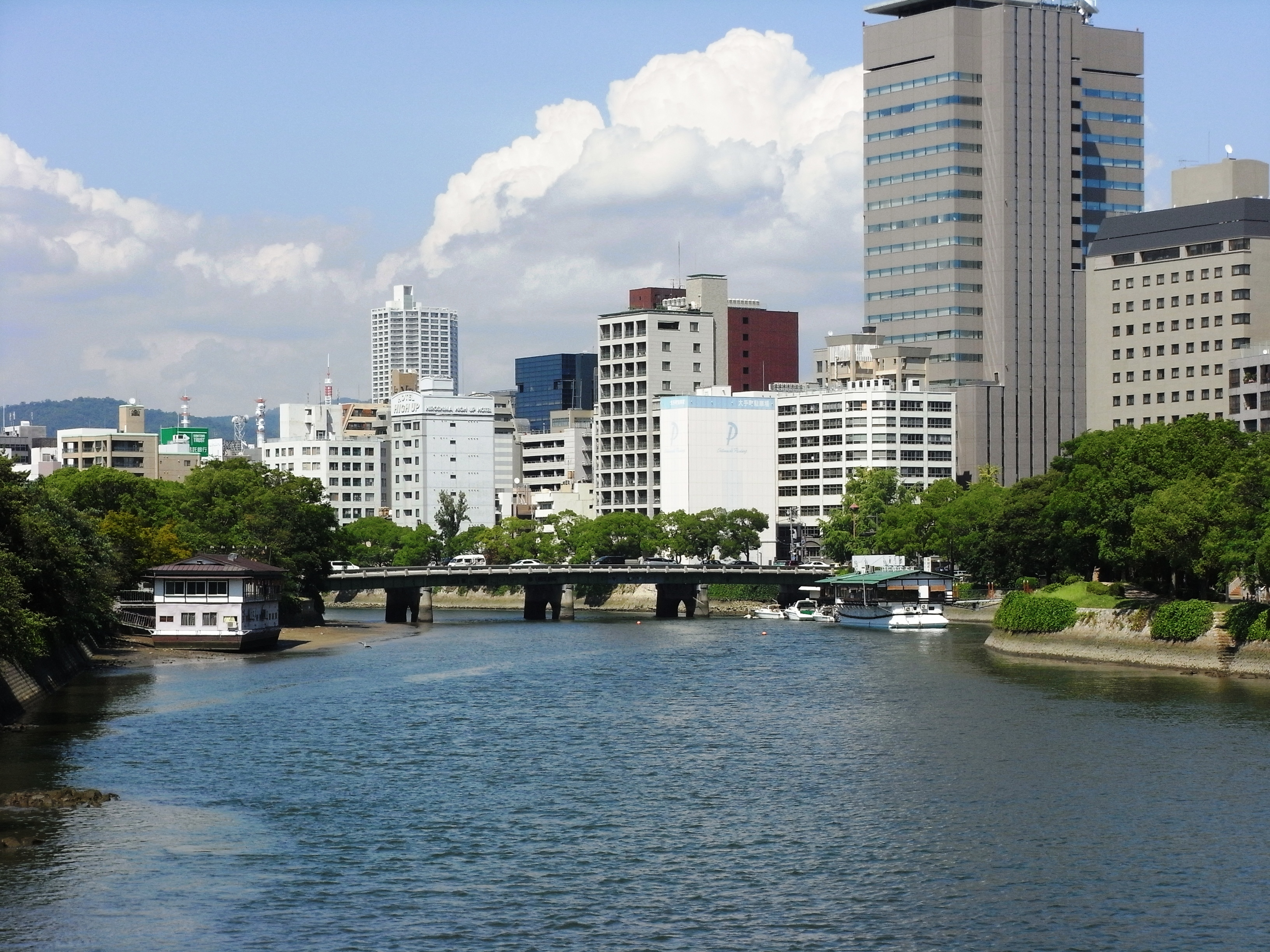
2008年の平和大橋下流側。移転前のかき船が見える。右に”かなわ”、左に”ひろしま”。
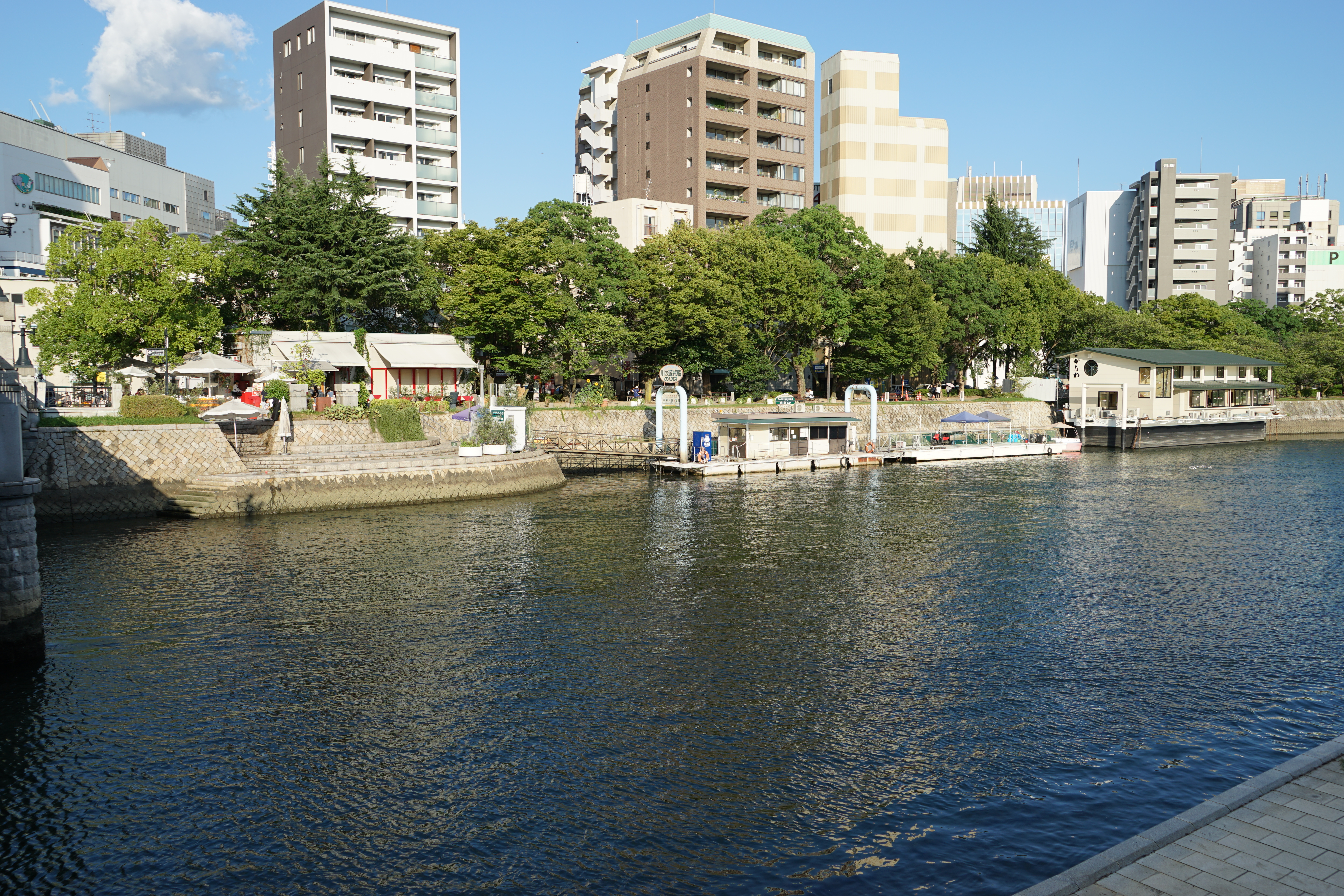
レストハウス付近より撮影。 写真左側はカフェレストラン、中央に遊覧船の桟橋、 右側が移転した”かなわ”。外観が周囲の景観に馴染むよう配慮された。
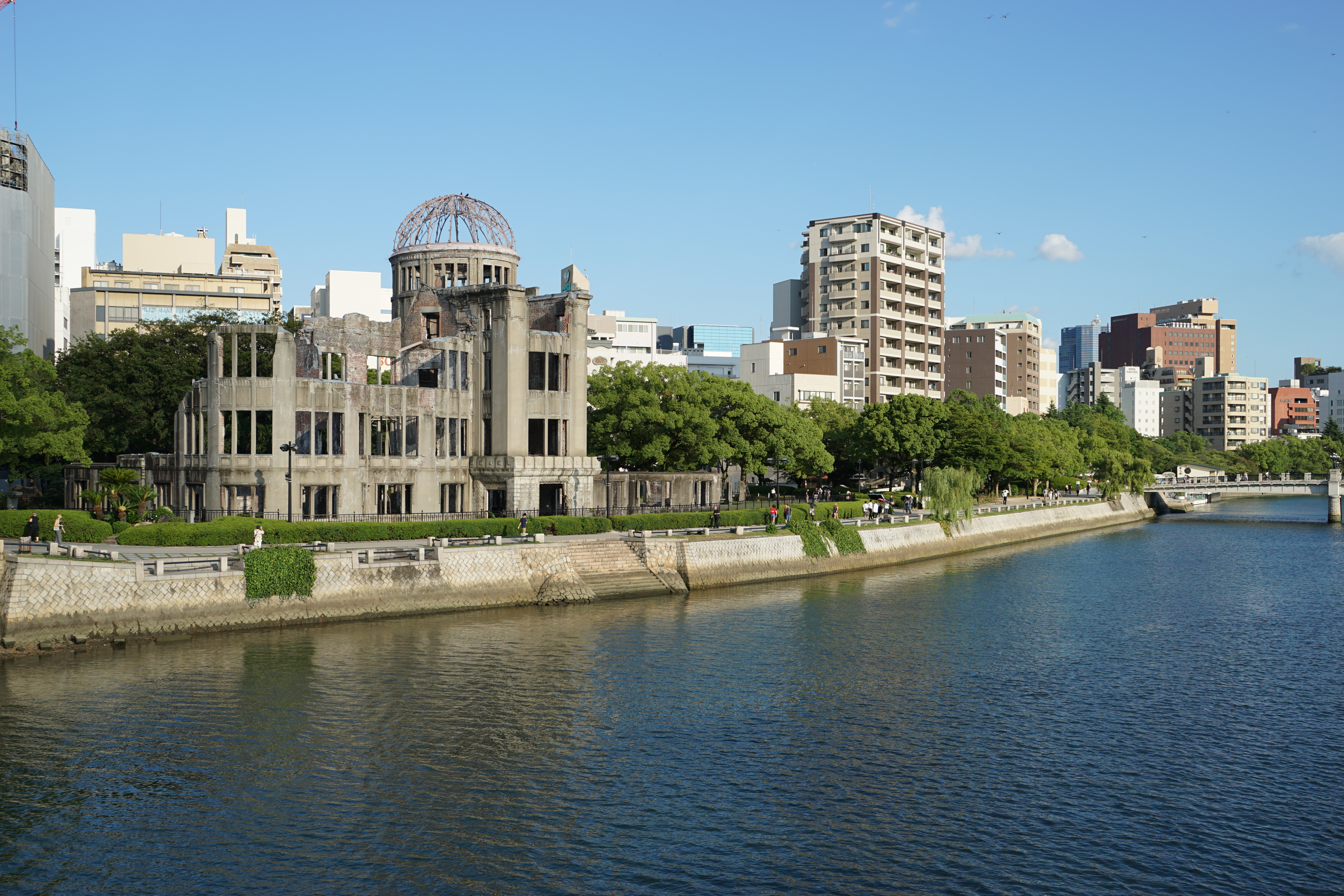
相生橋から撮影。 写真右側の元安橋の奥に移転した”かなわ”が見える。
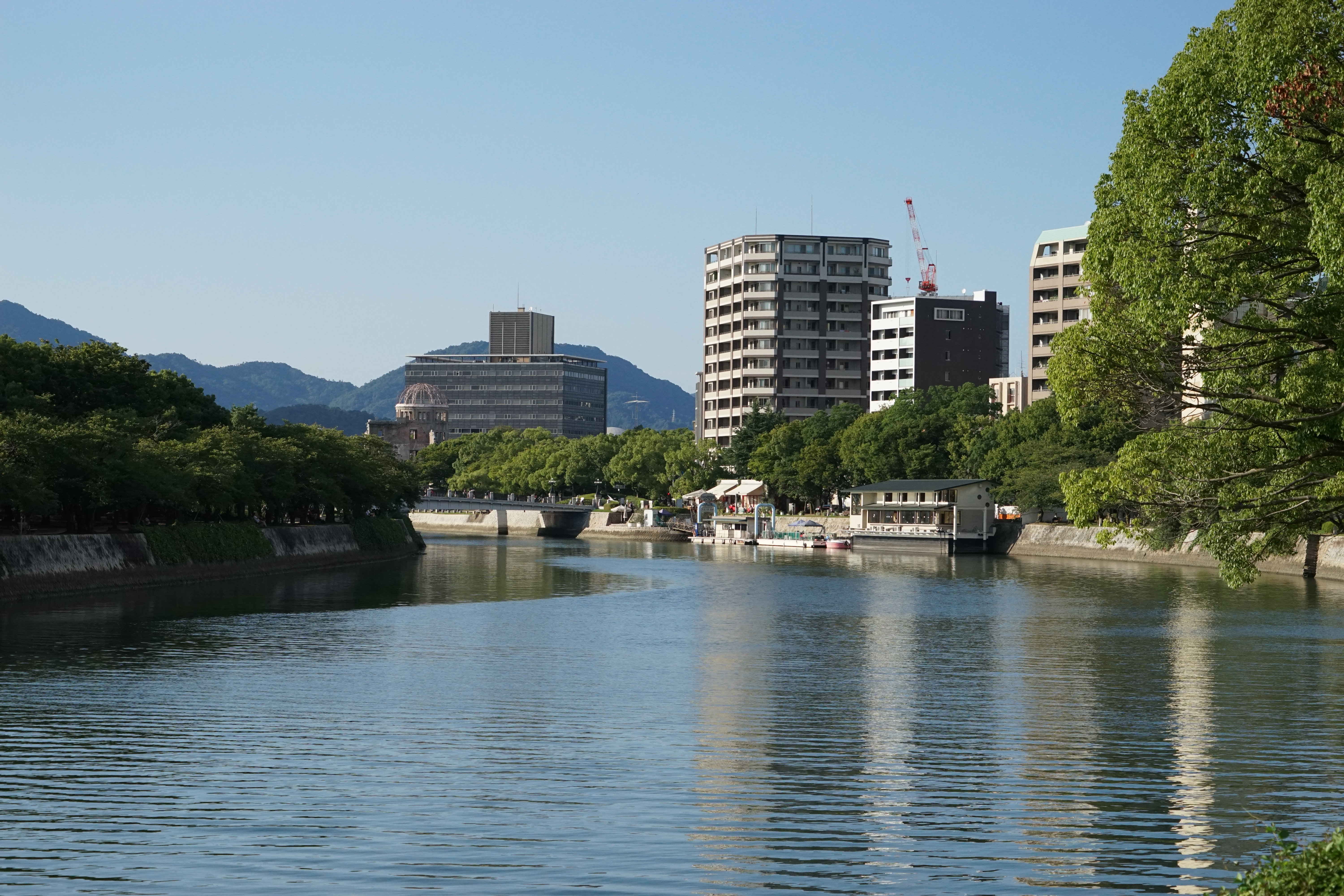
平和大橋付近から上流側を撮影。 桟橋の下流側に”かなわ”。 さらに上流側に原爆ドームが位置している。
原爆犠牲ヒロシマの碑が移転後の”かなわ”に隣接しており、管理する市民団体から反対意見が出ている。

### 補足
1. ↑  元安橋下流でかき船が営業していたと複数の証言がある[8][9]。その中の1人は、1938年から1939年頃[8][10]。または1937年から1938年頃[11]。詳細な位置として、旧・大手町三丁目付近（現・大手町二丁目付近）で『備前屋かき船』が営業していた[11]と証言している。
2. ↑  例として、倉敷の「かき増」は料亭旅館に転換している[13]
3. ↑  平和大橋の下流側[14]。
4. ↑  後の報道で、1997年ごろから撤去を求めていたと報じられている[16]。
5. ↑  遊覧船乗り場に隣接[14]。
原爆犠牲ヒロシマの碑の近くでもある[14]。